# Dovevi essere morta
Dovevi essere morta (Deadly Friend) è un film del 1986 diretto da Wes Craven, basato su un romanzo di Diana Henstell.

## Trama
Paul Conway è un ragazzo di 15 anni appassionato di scienza, appena trasferitosi in una nuova città insieme alla madre. Il ragazzo è il costruttore di un robottino giallo di nome Beebee, sua guardia del corpo e migliore amico. Tuttavia però Bee Bee tiene nascosto a Paul un lato violento e pericoloso. A sua insaputa ha quasi strangolato un ladro che stava tentando di rapinare la loro auto. Giunti nella nuova casa, Paul fa amicizia con Tom, un ragazzo che consegna i giornali, il quale rimane affascinato da BeeBee. Paul spiega di aver costruito il robottino immettendovi dei programmi di base, ma di averlo progettato con uno sperimentale cervello elettronico che gli permette di apprendere di continuo. Successivamente Paul fa conoscenza e diventa amico di Samantha, la sua bellissima vicina di casa, che vive con un padre dedito all'alcol e violento. Una sera l'uomo involontariamente fa cadere la figlia dalle scale, uccidendola. Paul con uno stratagemma riesce a trafugare il corpo dell'amica e portarlo a casa sua. Il ragazzo installa nel cervello di Samantha il microchip di Beebee per riportarla in vita, ma la nuova Samantha resuscitata non è esattamente come la ricordava. La ragazza si comporta come un robot e al posto di essere dolce e gentile come prima è diventata cattiva e pericolosa; difatti uccide o tenta di uccidere tutte le persone che hanno fatto del male a lei o a Paul. Tra le persone che uccide ci sono il padre di lei ed Elvira, una vicina di casa che aveva distrutto il robot di Paul. L'unico che riesce a controllare la ragazza è Paul essendone ancora innamorato. I vicini però avendo paura della ragazza chiamano la polizia. Un poliziotto punta la pistola verso di lei, mentre un altro tiene fermo Paul che tenta di convincere l'altro poliziotto a non spararle. La ragazza però perde il controllo e corre dal poliziotto. Intanto Paul riesce a liberarsi correndo anche lui verso il poliziotto ma egli spara alla ragazza che muore fra le braccia di Paul. La ragazza viene portata nella camera mortuaria. Paul però, andando da lei, vede che la ragazza ha qualcosa di strano. Infatti lei si sta ritrasformando nel robot Bee Bee, che infine gli mette le mani al collo tentando di strozzarlo e gli dice "vieni con me Paul". Gli spezza il collo e il ragazzo muore. Il film finisce con la voce del robot che dice "Bee Bee".